# Shane Leslie

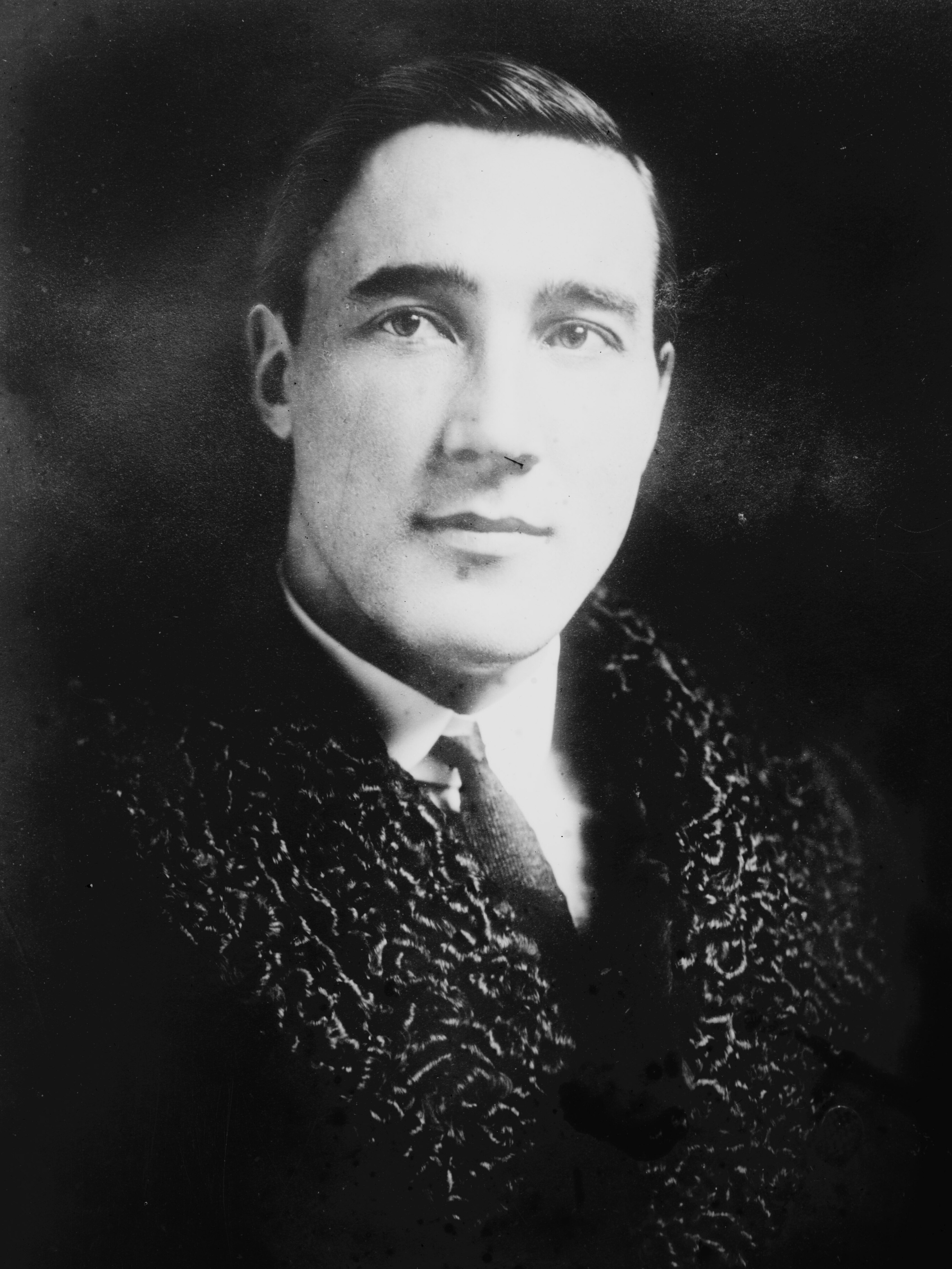

Sir John Randolph „Shane“ Leslie, 3. Baronet (* 24. September 1885 in Glaslough, County Monaghan, Irland; † 14. August 1971 ebenda) war ein irischer Schriftsteller, der vor allem durch seine 1917 unter dem Titel The End of a Chapter erschienene Studie über die Generation vor dem Ersten Weltkrieg bekannt wurde.

## Leben
Leslie, Sohn einer protestantischen irischen Familie, Enkel des Malers und konservativen Parlamentsabgeordneten Sir John Leslie, 1. Baronet und Cousin von Winston Churchill, studierte an der Universität von Paris sowie am King’s College der University of Cambridge. Während des Studiums unternahm er 1907 eine Reise nach Russland, wo er Lew Nikolajewitsch Tolstoi traf. Nach seiner Rückkehr konvertierte er 1908 zum römisch-katholischen Glauben.
Bei den Wahlen zum britischen House of Commons kandidierte er 1910 für die Irish Nationalist Party ohne Erfolg für einen Sitz im Unterhaus.
1916 verfasste er mit The End of a Chapter eine gelungene Darstellung der Generation vor dem Ersten Weltkrieg. Das darauf folgende Buch The Celt and the World versuchte die anglophoben irischstämmigen Einwohner der USA für die alliierten Anliegen zu begeistern und beeinflusste den jungen Schriftsteller F. Scott Fitzgerald. Allerdings geriet das Werk in Vergessenheit und wurde niemals in Großbritannien veröffentlicht.
Leslie schrieb darüber hinaus einige beeindruckende Romane, die auf seiner eigenen Kindheit und Jugend beruhten, sowie Gedichte und Kurzgeschichten. Außerdem untersuchte er die Beziehung und die formlose Ehe zwischen König Georg IV. und Maria Anne Fitzherbert.
Beim Tod seines Vaters, des Parlamentsabgeordneten Sir John Leslie, 2. Baronet, erbte er 1944 dessen Adelstitel eines Baronet, of Glaslough in the County of Monaghan.

## Veröffentlichungen
- The End of a Chapter, 1916
- Verses in peace and war, 1916
- Henry Edward Manning, 1921
- Doomsland, 1923
- Mark Sykes, 1923
- The Cantab, 1926
- George the Fourth, 1926
- The Anglo-Catholic, 1929
- Jutland, 1930
- Memoir of John Edward Courtenay Bodley, 1930
- Studies in sublime failure, 1932
- The Oppidan, 1933
- The Oxford Movement 1833 to 1933, 1933
- The Passing Chapter, 1934
- Men were different, 1937
- Mrs. Fitzherbert, 1939
- The letters of Mrs Fitzherbert and connected papers, 1940
- Poems from the North, 1945
- The Irish tangle for English readers, 1946
- Salutation to Five, 1951
- Lord Mulroy’s Ghost, 1954
- Saint Patrick’s Purgatory, 1961
- Shane Leslie’s ghost book, 1964

postum
- The cuckoo clock and other poems, 1987

## Hintergrundliteratur
- Laura Balomiri: Facts and fictions of Anglo Irishness : the novels of Shane Leslie against the background of his essayistic work, Magisterarbeit, Universität Wien, 2001, ISBN 3-631-39164-1.
- Otto Rauchbauer: Shane Leslie. Sublime failure. Lilliput Press, Dublin 2009, ISBN 1-84351-156-8 (Biographie).